# 格林贝格
格林贝格（德語：Grünberg，發音：[ˈɡʁyːnbɛʁk] ⓘ）是德国黑森州吉森行政区吉森县的城市，面积89.22平方千米，2023年12月31日人口为13,940人。

## 友好城市
- 法國 孔东（1973年）
- 波蘭 姆龍戈沃（1993年）